# Brieskorn-Mannigfaltigkeit
In der Mathematik bezeichnet man als Brieskorn-Mannigfaltigkeit {\displaystyle \Sigma (k_{1},\ldots ,k_{n})} die {\displaystyle (2n-3)}-dimensionale Mannigfaltigkeit, die als Schnittmenge der im {\displaystyle \mathbb {C} ^{n}} durch die Gleichung
{\displaystyle z_{1}^{k_{1}}+\ldots +z_{n}^{k_{n}}=0} (mit ganzen Zahlen {\displaystyle k_{1},\ldots ,k_{n}\geq 2})
gegebenen Hyperfläche mit einer durch die Gleichung
{\displaystyle \vert z_{1}\vert ^{2}+\ldots +\vert z_{n}\vert ^{2}=\epsilon } (für ein kleines {\displaystyle \epsilon >0})
gegebenen {\displaystyle \epsilon }-Sphäre um den Nullpunkt (die Singularität der Hyperfläche) gegeben ist.
Brieskorn-Mannigfaltigkeiten sind {\displaystyle (n-3)}-zusammenhängend, für {\displaystyle n\geq 4} sind sie also genau dann homöomorph zur {\displaystyle S^{2n-3}}, wenn sie eine Homologiesphäre sind. Man spricht dann von Brieskorn-Sphären. Brieskorn gibt eine notwendige und hinreichende Bedingung, wann eine Brieskorn-Mannigfaltigkeit eine Homologiesphäre und damit eine Sphäre ist. Andererseits hat Milnor gezeigt, dass zahlreiche Brieskorn-Sphären nicht diffeomorph zur {\displaystyle S^{2n-3}} sind. Zum Beispiel gibt {\displaystyle \Sigma (2,2,2,3,6k-1)} für {\displaystyle k=1,\ldots ,28} die 28 Differentialstrukturen auf der {\displaystyle S^{7}}.
Für {\displaystyle n=3} sind die Brieskorn-Sphären {\displaystyle \Sigma (p,q,r)} Homologiesphären, aber im Allgemeinen keine Sphären. Zum Beispiel ist {\displaystyle \Sigma (2,3,5)} die Poincaré-Homologiesphäre.